# Deux de couple masculin aux Jeux olympiques d'été de 2020
Navigation
Rio de Janeiro 2016 Paris 2024
L'épreuve masculine de deux de couple des Jeux olympiques d'été de 2020 de Tokyo a lieu au Sea Forest Waterway du 24 au 29 juillet 2021.

## Compétition

### Séries
Les trois premiers de chaque série se qualifient pour les demi-finales A/B, les autres disputent des repêchages.

#### Série 1
| Rang | Ligne | Rameur                            | Pays      | Temps         | Notes |
| ---- | ----- | --------------------------------- | --------- | ------------- | ----- |
| 1    | 4     | Matthieu Androdias Hugo Boucheron | France    | 6 min 10 s 45 | Q     |
| 2    | 1     | Zhang Liang Liu Zhiyu             | Chine     | 6 min 11 s 55 | Q     |
| 3    | 3     | Ilya Kondratyev Andrey Potapkin   | ROC       | 6 min 16 s 09 | Q     |
| 4    | 5     | Stephan Krüger Marc Weber         | Allemagne | 6 min 35 s 11 | R     |
| 5    | 2     | Jan Cincibuch Jakub Podrazil      | Tchéquie  | 6 min 41 s 75 | R     |

#### Série 2
| Rang | Ligne | Rameur                            | Pays             | Temps         | Notes |
| ---- | ----- | --------------------------------- | ---------------- | ------------- | ----- |
| 1    | 4     | Mateusz Biskup Mirosław Ziętarski | Pologne          | 6 min 11 s 22 | Q     |
| 2    | 1     | Barnabé Delarze Roman Röösli      | Suisse           | 6 min 11 s 24 | Q     |
| 3    | 3     | Christopher Harris Jack Lopas     | Nouvelle-Zélande | 6 min 12 s 05 | Q     |
| 4    | 2     | Ronan Byrne Philip Doyle          | Irlande          | 6 min 14 s 40 | R     |

#### Série 3
| Rang | Ligne | Rameur                             | Pays            | Temps         | Notes |
| ---- | ----- | ---------------------------------- | --------------- | ------------- | ----- |
| 1    | 4     | Stef Broenink Melvin Twellaar      | Pays-Bas        | 6 min 8 s 38  | Q     |
| 2    | 2     | John Collins Graeme Thomas         | Grande-Bretagne | 6 min 12 s 80 | Q     |
| 3    | 3     | Marian Enache Jack Lopas           | Roumanie        | 6 min 13 s 62 | Q     |
| 4    | 1     | Aurimas Adomavičius Saulius Ritter | Lituanie        | 6 min 23 s 08 | R     |

### Repêchage
Les trois premiers se qualifient pour les demi-finales.
| Rang | Ligne | Rameur                             | Pays      | Temps         | Notes |
| ---- | ----- | ---------------------------------- | --------- | ------------- | ----- |
| 1    | 4     | Stephan Krüger Marc Weber          | Allemagne | 6 min 26 s 64 | Q     |
| 2    | 2     | Aurimas Adomavičius Saulius Ritter | Lituanie  | 6 min 27 s 36 | Q     |
| 3    | 3     | Ronan Byrne Philip Doyle           | Irlande   | 6 min 29 s 90 | Q     |
| 4    | 1     | Jan Cincibuch Jakub Podrazil       | Tchéquie  | 6 min 32 s 86 |       |

### Demi-finales
Les trois premiers de chaque série se qualifient pour la finale.

#### Demi-finale 1
| Rang | Ligne | Rameur                            | Pays             | Temps         | Notes |
| ---- | ----- | --------------------------------- | ---------------- | ------------- | ----- |
| 1    | 3     | Matthieu Androdias Hugo Boucheron | France           | 6 min 20 s 45 | QA    |
| 2    | 2     | John Collins Graeme Thomas        | Grande-Bretagne  | 6 min 22 s 95 | QA    |
| 3    | 4     | Mateusz Biskup Mirosław Ziętarski | Pologne          | 6 min 24 s 50 | QA    |
| 4    | 5     | Christopher Harris Jack Lopas     | Nouvelle-Zélande | 6 min 26 s 08 | QB    |
| 5    | 1     | Stephan Krüger Marc Weber         | Allemagne        | 6 min 38 s 41 | QB    |
| 6    | 6     | Ronan Byrne Philip Doyle          | Irlande          | 6 min 49 s 06 | QB    |

#### Demi-finale 2
| Rang | Ligne | Rameur                             | Pays     | Temps         | Notes |
| ---- | ----- | ---------------------------------- | -------- | ------------- | ----- |
| 1    | 4     | Stef Broenink Melvin Twellaar      | Pays-Bas | 6 min 20 s 17 | QA    |
| 2    | 5     | Liang Zhang Liu Zhiyu              | Chine    | 6 min 23 s 11 | QA    |
| 3    | 3     | Barnabé Delarze Roman Röösli       | Suisse   | 6 min 25 s 89 | QA    |
| 4    | 6     | Ilya Kondratyev Andrey Potapkin    | ROC      | 6 min 26 s 58 | QB    |
| 5    | 2     | Marian Enache Jack Lopas           | Roumanie | 6 min 29 s 55 | QB    |
| 6    | 1     | Aurimas Adomavičius Saulius Ritter | Lituanie | 6 min 34 s 04 | QB    |

### Finales

#### Finale A
| Rang                                | Ligne | Rameur                            | Pays            | Temps        |
| ----------------------------------- | ----- | --------------------------------- | --------------- | ------------ |
| Médaille d'or, Jeux olympiques      | 3     | Matthieu Androdias Hugo Boucheron | France          | 6 min 0 s 33 |
| Médaille d'argent, Jeux olympiques  | 4     | Stef Broenink Melvin Twellaar     | Pays-Bas        | 6 min 0 s 53 |
| Médaille de bronze, Jeux olympiques | 2     | Liang Zhang Liu Zhiyu             | Chine           | 6 min 3 s 63 |
| 4                                   | 5     | John Collins Graeme Thomas        | Grande-Bretagne | 6 min 6 s 48 |
| 5                                   | 1     | Barnabé Delarze Roman Röösli      | Suisse          | 6 min 9 s 05 |
| 6                                   | 6     | Mateusz Biskup Mirosław Ziętarski | Pologne         | 6 min 9 s 17 |

#### Finale B
| Rang | Ligne | Rameur                             | Pays             | Temps         |
| ---- | ----- | ---------------------------------- | ---------------- | ------------- |
| 1    | 2     | Ilya Kondratyev Andrey Potapkin    | ROC              | 6 min 13 s 73 |
| 2    | 3     | Christopher Harris Jack Lopas      | Nouvelle-Zélande | 6 min 15 s 51 |
| 3    | 4     | Marian Enache Jack Lopas           | Roumanie         | 6 min 16 s 86 |
| 4    | 5     | Ronan Byrne Philip Doyle           | Irlande          | 6 min 16 s 89 |
| 5    | 1     | Stephan Krüger Marc Weber          | Allemagne        | 6 min 18 s 13 |
| 6    | 6     | Aurimas Adomavičius Saulius Ritter | Lituanie         | 6 min 20 s 87 |